# Sonho Real (álbum)
Sonho Real  é o quinto álbum de estúdio do cantor e compositor Lô Borges, lançado em 1984.

## História
“Sonho Real”, lançado em 1984, se abre com a faixa “Tempestade”, parceria com seu irmão mais novo, Telo Borges. O trio de letristas (Márcio Borges, Ronaldo Bastos e Murilo Antunes) se faz presente.

## Faixas
1. Tempestade (Telo Borges)
2. Sonho real (Lô Borges, Ronaldo Bastos)
3. Nenhum mistério (Murilo Antunes, Lô Borges, Ronaldo Bastos, Murilo Antunes)
4. Vagas estrelas (Márcio Borges, Lô Borges)
5. Bom sinal (Telo Borges, Márcio Borges)
6. Um raio de sol (Márcio Borges, Lô Borges)
7. Feliz aniversário (Lô Borges, Ronaldo Bastos)
8. Arma branca (Murilo Antunes, Paulinho Carvalho, Ronaldo Bastos, Murilo Antunes)
9. Você fica melhor assim (Lô Borges, Tavinho Moura)
10. Fios d’água (Instrumental) (Lô Borges)

## Ligações Externas
- no Sítio Discogs.
- no Sítio do Lô Borges.